# Fernando García de la Vega
Fernando García de la Vega (Madrid, 25 d'octubre de 1931) és un realitzador de televisió i empresari teatral espanyol.

## Televisió
Després d'estudiar en l'Institut d'Experiències i Recerques Cinematogràfiques de Madrid, s'incorpora a una acabada de crear Televisió Espanyola el 1956. Considerat un dels pioners de la televisió a Espanya, els seus primers treballs en el mitjà van ser els programes infantils.
No obstant això, aviat passa als espais de varietats i realitza el programa estrella de la cadena en aquest moment La hora Philips, presentat per Jesús Álvarez.
En anys successius coneixeria grans èxits en la seva labor televisiva, entre els quals cal esmentar Escala en hi fi (1961), Tercero izquierda (1962-1963), Sábado 64 (1964), el cèlebre concurs Un millón para el mejor (1968-1969), amb José Luis Pécker, Galas del sábado (1968-1970), amb Joaquín Prat i Laura Valenzuela, Pasaporte a Dublín (1970) o el concurs Cambie su suerte (1974), que va provocar enorme polèmica en el seu temps per culpa de l'escot lluït per Rocío Jurado en una actuació en el programa, a més de nombroses gal·les especials de Nit de cap d'any en la cadena pública.
Malgrat que es va especialitzar en programes musicals i de varietats, també va dirigir dramàtics dins dels espai Estudio 1 i Novela.

## Cinema
Gràcies al prestigi aconseguit en televisió, va fer també alguna incursió al cinema, tant com dirigint - En un mundo nuevo (1970), amb Karina -, com escrivint guions - Las cuatro bodas de Marisol (1967) -.

## Activitat teatral
Apartat del món de la televisió des de mitjan anys vuitanta, posteriorment s'ha dedicat a la producció teatral, especialment de Sarsuela.
El 1994 va fundar al costat d'Antonio Blancas i Manuel Moreno Buendía la Societat Madrid Género Lírico i durant aquest any va gestionar el Teatre de Madrid, sala de propietat municipal dedicada a representacions de dansa, òpera i sarsuela.

## Trajectòria ea TV
- Las Gomas (1956).
- La Goleta (1957),
- La hora Philips (1957).
- Club del sábado (1957-1958).
- Teatro Apolo (1957).
- Gran Parada (1959).
- Cuarta dimensión (1960-1961).
- Gran Circo (1961).
- Escala en hi fi (1961-1967).
- Tercero izquierda (1962-1963)
- Tele domingo (1963-1965).
- Sábado 64 (1964).
- Verbena (1957).
- Estudio 1 (1965).
- Novela (1966).
- Un millón para el mejor (1968-1969).
- Galas del sábado (1969-1970).
- Pasaporte a Dublín (1970).
- Gala de la Nit de Cap d'Any (1970).
- Divertido siglo (1972).
- Los Maniáticos (1974).
- Cambie su suerte (1974).
- La hora de... (1975).
- Gala de Nit de cap d'any (1975).
- Gala de Nit de cap d'any (1976).
- Eva a las diez (1977).
- Destino Argentina (1978).
- Gala de Nochevieja (1978).
- Antología de la Zarzuela (1979).
- Gol...y al Mundial 82 (1981).
- Gala de Nit de cap d'any (1982).
- La Comedia Musical Española (1985).

## Premis
- Antena de Oro 1969.
- Premi Ondas 1971 Nacionals de televisió: Millor director.
- Premio Talent 2002 de l'Acadèmia de Televisió.[4]
- Premi Iris Tota una vida 2014 (Premis Iris).[5]